# Concorso esterno in associazione di tipo mafioso
Il concorso esterno in associazione di tipo mafioso e il concorso esterno in associazione mafiosa sono espressioni che indicano una forma di compartecipazione del reato di associazione di tipo mafioso.
Dal punto di vista formale, non si tratta di un'autonoma fattispecie di reato, bensì rientrano nell'ambito del concorso di persone nel reato base, cioè quello previsto e punito dall'art. 416-bis del codice penale italiano.

## Le caratteristiche
Si realizza con l'apporto di un contributo effettivo al perseguimento degli scopi illeciti di un'associazione di tipo mafioso senza però prender parte al sodalizio mafioso.
L'applicabilità del reato di associazione a delinquere di tipo mafioso anche a carico di soggetti estranei al sodalizio mafioso è stata, ed è tuttora, questione discussa in dottrina.
Il reato di associazione per delinquere (indipendentemente dalla sua configurazione come "mafiosa" ex 416 bis) è considerato da parte della dottrina fattispecie a concorso di persone necessario (ex art. 110 del codice penale che prevede la compartecipazione di più soggetti nella realizzazione della fattispecie), e ciò nonostante le sostanziali differenze sussistenti fra l'istituto del concorso e il reato di associazione a delinquere.
In virtù di ciò tutti i soggetti aderenti all'associazione stessa dovrebbero esser legati dal vincolo associativo, e avere la piena coscienza di far parte di tale associazione.
Il concorso esterno in associazione mafiosa, invece, si configura come una sorta di "concorso nel concorso necessario", ossia, come la condotta di soggetto esterno all'associazione a delinquere (e quindi di soggetto a cui non è richiesta l'adesione al vincolo associativo) che apporti un contributo effettivo al perseguimento degli scopi illeciti dell'associazione.
Tale contributo integrerà la fattispecie del reato in oggetto qualora sussistano una serie di requisiti, delineati, da ultimo, dalla sentenza delle Sezioni Unite della Corte di Cassazione n° 22327 del 21 maggio 2003:
1. occasionalità e autonomia del contributo prestato;
2. funzionalità del contributo al perseguimento degli scopi associativi;
3. efficienza causale del contributo al rafforzamento e al consolidamento dell'associazione;
4. sussistenza, in capo al soggetto agente, del dolo generico, consistente nella consapevolezza di favorire il conseguimento degli scopi illeciti.

## La normativa
I reati associativi previsti dal codice sono quelli di cui al Titolo V "Dei delitti contro l'ordine pubblico":
- art. 416 "Associazione per delinquere";
- art. 416 bis "Associazioni di tipo mafioso anche straniere";
- art. 416 ter "Scambio elettorale politico-mafioso".

## Il dibattito
L'opportunità d'introdurre per via pretoria una fattispecie autonoma, speciale rispetto all'associazione per delinquere di tipo mafioso prevista dall'art. 416-bis c.p., è stata talvolta contestata, sulla base di una presunta carenza di tipicità penale.
Per altri il concorso esterno dovrebbe essere - in quanto non prevede la partecipazione diretta all'associazione mafiosa - una semplice aggravante del reato di favoreggiamento personale (dove il favoreggiato sarebbe l'esponente mafioso o la stessa associazione mafiosa) e non rientrare nelle fattispecie di concorso associativo. In questo caso la pena sarebbe però minore in quanto non vi è il concorso per delinquere, ma solo l'aiuto a delinquere o a sottrarsi alla giustizia.
A tale riguardo, occorre rilevare che la sentenza della Corte europea dei diritti dell'uomo sul caso di Bruno Contrada non condanna affatto la fattispecie del concorso esterno, ma la sua applicazione retroattiva: ciò dal momento che, all'epoca dei fatti contestati al Contrada (1979-1988), non si era ancora consolidato l'orientamento giurisprudenziale rispetto al concorso esterno in associazione mafiosa, orientamento che si sarebbe invece chiaramente profilato con la sentenza della Cassazione a Sezioni Unite Demitry (1994), Mannino (1995) e  Carnevale (2002). In ogni caso, la Cassazione ha dichiarato che, per gli altri condannati che versavano nelle medesime condizioni cronologiche (anteriorità al 1994), la sentenza 4 aprile 2015 nel caso Contrada contro Italia non trova applicazione, non trattandosi di "sentenza pilota" ma di pronuncia che non spiega effetti oltre il caso concreto dedotto a Strasburgo.